# بلک‌برن بورلی
بلک‌برن بی-۱۰۱ بورلی(به انگلیسی: Blackburn B-101 Beverley) یک هواپیمای ترابری سنگین بریتانیایی مربوط به دهه ۱۹۵۰ بود که توسط بلک‌برن و جنرال ایرکرافت ساخته شد و توسط اسکادران‌های فرماندهی ترابری نیروی هوایی سلطنتی از سال ۱۹۵۷ تا ۱۹۶۷ مورد استفاده قرار گرفت. این هواپیما تنها هواپیمای ترابری زمینی بود که توسط بلک‌برن ساخته شد، شرکتی که عمدتاً جنگنده‌های دریایی می‌ساخت.

## کاربران
بریتانیا

## مشخصات فنی (بی-۱۰۱)
داده‌ها از Blackburn Aircraft since 1909
ویژگی‌های عمومی
- خدمه: ۴ (۲ خلبان، اپراتور رادیویی و ناوبر)[۲]
- ظرفیت: [۲]
  - ۹۴ نیرو یا
  - ۷۰ پیاده‌نظام چترباز
- طول: ۹۹ فوت ۵ اینچ (۳۰٫۳۰ متر)
- پهنای بال: ۱۶۲ فوت ۰ اینچ (۴۹٫۳۸ متر)
- ارتفاع: ۳۸ فوت ۹ اینچ (۱۱٫۸۱ متر)
- مساحت بال‌ها: ۲٬۹۱۶ فوت مربع (۲۷۰٫۹ متر مربع)
- نسبت اندازه: 9:1[۲]
- ایرفویل: RAF 34 (اصلاح شده)[۲]
- وزن خالی: ۷۹٬۲۳۰ پوند (۳۵٬۹۳۸ کیلوگرم)
- بیشترین وزن برخاست: ۱۳۵٬۰۰۰ پوند (۶۱٬۲۳۵ کیلوگرم)
- ظرفیت سوخت: ۶٬۸۸۰ گالون بریتانیایی (۸٬۲۶۰ گالون آمریکایی؛ ۳۱٬۳۰۰ لیتر)[۲]
- پیشرانه: ۴ عدد موتور ۱۸ سیلندر هوا خنک موتور شعاعی بریستول سنتروس ۱۷۳, ۲٬۸۵۰ اسب بخار (۲٬۱۳۰ کیلووات)  در هر موتور
- ملخ‌ها: چهارملخه ملخ گام برگشت‌پذیر د هاویلند، قطر  ۱۶ فوت ۶ اینچ (۵٫۰۳ متر) [۲]

عملکرد
- حداکثر سرعت: ۲۳۸ مایل بر ساعت (۳۸۳ کیلومتر بر ساعت، ۲۰۷ گره)
- سرعت کروز: ۱۷۳ مایل بر ساعت (۲۷۸ کیلومتر بر ساعت، ۱۵۰ گره) (توصیه شده)
- بُرد: ۱٬۳۰۰ مایل (۲٬۱۰۰ کیلومتر، ۱٬۱۰۰ مایل دریایی) در ۸٬۰۰۰ فوت (۲٬۴۰۰ متر) با محموله ۲۹٬۰۰۰ پوند (۱۳٬۰۰۰ کیلوگرم) ; ۱۶۰ مایل (۱۴۰ مایل دریایی؛ ۲۶۰ کیلومتر) با محموله ۵۰٬۰۰۰ پوند (۲۳٬۰۰۰ کیلوگرم)
- بُرد معبر: ۳٬۹۶۰ مایل (۶٬۳۷۰ کیلومتر، ۳٬۴۴۰ مایل دریایی) در ۸٬۰۰۰ پوند (۳٬۶۰۰ کیلوگرم) (با محموله ۱٬۰۰۰ پوند (۴۵۰ کیلوگرم))
- حداکثر ارتفاع: ۱۶٬۰۰۰ فوت (۴٬۹۰۰ متر)
- نرخ صعود: ۷۶۰ فوت بر دقیقه (۳٫۹ متر بر ثانیه)
- مسافت برخاست تا ۵۰ فوت (۱۵ متر): ۱٬۳۴۰ فوت (۴۰۸ متر)
- مسافت فرود از ۵۰ فوت (۱۵ متر): ۹۱۰ فوت (۲۷۷ متر)

## همچنین ببینید
هواگردهای با عملکرد، پیکربندی و یا دوره زمانی مشابه
- Armstrong Whitworth AW.660 Argosy
- Aviation Traders ATL-98 Carvair
- Breguet Deux-Ponts/Sahara
- بوئینگ سی-۹۷ استراتوفرایتر
- داگلاس سی-۱۲۴ گلوبمستر ۲
- داگلاس سی-۱۳۳ کارگومستر

فهرست‌های مرتبط
- List of aircraft of the RAF
- List of military transport aircraft

### کتابشناسی - فهرست کتب
- "Beverley Build-up". Flight, 4 February 1955, pp.  145–148
- Bridgman, Leonard (1958). Jane's All the World's Aircraft 1958–59. London: Sampson Low, Marston & Company.
- Gladstone, Geoff. The Blackburn Beverley. Newcastle upon Tyne, UK: Scoval Publishing, 2010. شابک ‎۹۷۸−۱−۹۰۲۲۳۶−۱۲−۴ISBN 978-1-902236-12-4
- Hobson, Chris. Blackburn Beverley C.Mk 1 (Warpaint Mini-Monograph). Alan W. Hall (Publications), 1988. اُسی‌ال‌سی ۱۳۶۶۵۶۲۲OCLC 13665622
- Jackson, A. J. (1968). Blackburn Aircraft Since 1909. London: Putnam. ISBN 0-370-00053-6.
- Jackson, A.J. Blackburn Aircraft Since 1909. London: Putnam Aeronautical Books, 1989. شابک ‎۰−۸۵۱۷۷−۸۳۰−۵ISBN 0-85177-830-5
- Jefford, Wing Commander C.G. (2001) [1988]. RAF Squadrons, a Comprehensive record of the Movement and Equipment of all RAF Squadrons and their Antecedents since 1912 (2nd ed.). Shrewsbury, Shropshire, UK: Airlife. ISBN 1-85310-053-6.
- Overton, Bill. Blackburn Beverley. Hinckley, Leicester, UK: Midland Counties, 1990. شابک ‎۰−۹۰۴۵۹۷−۶۲−۸ISBN 0-904597-62-8